# Coelorinchus spilonotus
Coelorinchus spilonotus är en fiskart som beskrevs av Sazonov och Akitoshi Iwamoto 1992. Coelorinchus spilonotus ingår i släktet Coelorinchus och familjen skolästfiskar. Inga underarter finns listade i Catalogue of Life.